# Арбайта
Арбайта, алт. Арбайты — село в Шебалинском районе Республики Алтай России. Входит в состав Дъектиекского сельского поселения.

## География
Расположен в горно-степной зоне северо-западной части Республики Алтай и находится у одноимённой реки Арбайта.
Абсолютная высота 1151 метров выше уровня моря
.
Уличная сеть
состоит из восьми географических объектов:
- Переулок: Горный пер.
- Улицы: ул. Горная, ул. Молодежная, ул. Нагорный, ул. Оленеводов, ул. Оленеводческая, ул. Советская, ул. Центральная.

## Население
| 2010 | 2011 | 2012 | 2013 | 2014 | 2015 |
| ---- | ---- | ---- | ---- | ---- | ---- |
| 66   | →66  | ↘55  | ↘38  | ↘29  | ↗34  |
| 2016 |      |      |      |      |      |
| ↗40  |      |      |      |      |      |

## Инфраструктура
Животноводство (оленеводство).

## Транспорт
Конечный пункт региональной автодороги «Ябоган — Барагаш — Арбайта».